# 690 هـ
690 هـ هي سنة في التقويم الهجري امتدت مقابلةً في التقويم الميلادي بين سنتي 1291 و1291.

## وفيات
- إبراهيم السويدي
- بدر الدين الجاجرمي
- شمس الدين السمرقندي
- عبد الرحمن بن إبراهيم الفزاري
- السمرقندي
- العفيف التلمساني
- ابن المجاور